# 滨海区 (1984年–1985年)
滨海区，俗称“小滨海”，是中国浙江省宁波市曾经短暂存在的行政区划，辖有原镇海县城关、俞范、新碶、小港镇和清水浦乡，大体所辖范围相当于今镇海区招宝山街道、部分蛟川街道和北仑区戚家山街道、新碶街道和部分小港街道所辖范围。
1983年12月26日，为开发宁波港，中华人民共和国国务院批准设立宁波市滨海区，辖区范围为原镇海县城关、俞范、新碶镇和清水浦、青峙乡，区政府位于原中共镇海县城关镇党委旧房内，辖区内有北仑港和镇海石化总厂、镇海发电厂等企业以及筹建中的北仑发电厂，为当时宁波重要的工业区。1985年4月，小港乡与青峙乡合并建立小港镇，并入滨海区。此时镇海县政府位于滨海区境内，且滨海区与镇海县间犬牙交错，造成大量矛盾。1985年7月，经过国务院批准，镇海县撤销，以甬江为界设立新的镇海区与新的滨海区。为了区分，将新的滨海区称为“大滨海”，原滨海区称为“小滨海”。1987年，新的滨海区更名为北仑区。